# تجزؤ الموطن

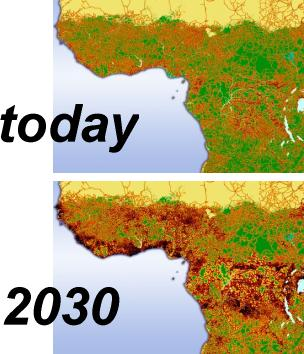

تجزؤ الموطن يشير إلى نشوء انقسامات (تجزؤات) في البيئة التي يحبذها الكائن الحي (موطنه)، مما يؤدي لتجزؤ التجمع. يمكن أن ينتج تجزؤ الموطن عن عمليات جيولوجية تعدل تدريجيًا بنية البيئة الفيزيائية (ويُعتقد أنها إحدى أهم مسببات الانتواع). وقد تسببه أيضًا نشاطات الإنسان، بما فيها تحوير الأراضي الذي قد يجعل البيئة تتغير بسرعة أكبر ويؤدي لانقراض العديد من الأنواع.

## تعريف
مصطلح تجزؤ الموطن يضم خمس ظواهر مختلفة:
- تصغير مساحة الموطن الكلية
- تناقص قيمة النسبة بين المساحة الداخلية وبين تلك على ناحية الحافة
- عزل جزء واحد من الموطن عن باقي مناطق الموطن
- تقسم قطعة من الموطن إلى عدة قطع أصغر
- انخفاض الحجم المتوسط الخاص بكل قطعة من قطع الموطن

## الآثار

### فقدان الموطن والتنوع البيولوجي
من الطرق الرئيسية التي يؤثر بها تجزؤ المواطن على التنوع الحيوي هي أنه يحد من توفر المواطن الملائمة للكائنات الحية. يشتمل تجزؤ الموطن غالبًا على كل من تدمير البيئة وتقسيم المواطن التي كانت موجودة سابقًا. تتأثر النباتات والكائنات الحية ثابتة الحركة الأخرى أكثر من غيرها ببعض أنواع تجزؤ الموطن، لأنها لا تستطيع الاستجابة بشكل سريع لتغير التشكيل المكاني له.
يُعتبر فقدان الموطن، الذي قد يحدث خلال عملية تجزؤ الموطن، أكبر تهديد للأنواع. اقتُرح أن تأثير تركيبة بقع الموطن ضمن الطبيعية صغيرٌ، بغض النظر عن تأثير كمية المواطن ضمنها (التي يشار إليها بصفتها تجزؤًا بحد ذاته). وجدت مراجعة لدراسات تجريبية أنه من بين 381 من التأثيرات المسجلة لتجزؤ الموطن بحد ذاته في وجود الأنواع أو وفرتها أو تنوعها في الأدبيات العلمية؛ كانت نسبة 76% منها إيجابية، في حين كانت نسبة 24% منها سلبية. على الرغم من هذه النتائج، تميل الأدبيات العلمية إلى التشديد على الآثار السلبية أكثر من الإيجابية. تعني الآثار الإيجابية لتجزؤ الموطن بحد ذاته أن وجود العديد من بقع المواطن الصغيرة قد يكون ذا قيمة حفظ أكبر من قطعة كبيرة مفردة بنفس المساحة. لذا يمكن لاستراتيجيات تقاسم الأراضي أن تكون ذات تأثيرات إيجابية على الأنواع أكثر من استراتيجيات استبقاء الأراضي.
المنطقة هي المحدد الرئيسي لعدد الأنواع في جزء ما، والمساهمات النسبية للعمليات الديمغرافية والجينية في خطر انقراض التعداد العالمي تعتمد على تركيبة الموطن والتغيرات البيئية العشوائية وخصائص الأنواع. يمكن للتقلبات الطفيفة في المناخ، أو الموارد، أو العوامل الأخرى التي قد تكون غير ملحوظة وتُصحح بسرعة في المجموعات ذات التعداد الكبير، أن تكون كارثية في مجموعات صغيرة ومعزولة، ومن ثم فإن تجزؤ الموطن هو أحد الأسباب المهمة لانقراض الأنواع. تميل ديناميات المجموعات بالنسبة للمجموعات المقسمة لفئات فرعية إلى التباين بشكل غير متزامن. في البيئات غير المجزأة، يمكن «إنقاذ» تناقص التعداد عن طريق الهجرة من المجموعات الأكثر تعدادًا. في البيئات المجزأة، قد تمنع المسافة بين الأجزاء حدوث ذلك. بالإضافة إلى ذلك، تكون الأجزاء غير المأهولة من المواطن التي فُصلت عن مصدر للأحياء المهاجرة بواسطة بعض الحواجز أقل احتمالًا لإعادة توطينها من الأجزاء المجاورة. حتى الأنواع الصغيرة، مثل الضفدع الأصفر البطن، تعتمد على أثر الإنقاذ. أظهرت الدراسات أن 25% من الضفادع اليافعة تنتقل لمسافة تزيد عن 200 متر مقارنة بـ 4% من الضفادع البالغة. أي إن 95% منها بقيت في مواقعها الجديدة، ما يوضح أن هذه الرحلة ضرورية للنجاة.
بالإضافة إلى ذلك، يؤدي تجزؤ الموطن إلى تأثيرات الحافة. يمكن للتغيرات المناخية المحلية في الضوء ودرجة الحرارة والرياح أن تغير البيئة المحيطة بالجزء، والبيئة في الأقسام الداخلية والخارجية له. يزداد احتمال حدوث الحرائق في المنطقة مع انخفاض الرطوبة وارتفاع درجات الحرارة والرياح. قد تثبت الأنواع الغريبة والآفات نفسها بسهولة في مثل هذه البيئات المضطربة، وغالبًا ما يُخلّ اقتراب الحيوانات الأليفة البيئة الطبيعية. وأيضًا، يملك الموطن على طول حافة الجزء مناخًا مختلفًا وأنواعًا مختلفةً عن الموطن الداخلي، ومن ثم فإن الأجزاء الصغيرة غير مواتية للأنواع التي تحتاج إلى موطن داخلي. ترتبط النسبة المئوية للحفاظ على المواطن المتجاورة ارتباطًا وثيقًا بحفظ التنوع الحيوي والوراثي للأنواع. بشكل عام، سوف تؤدي بقايا المواطن المتجاورة بنسبة 10% إلى خسارة التنوع الحيوي بنسبة 50%.

## مسببات وآثار طبيعية
توجد أدلة في السجل الأحفوري على حدوث تدمير للمواطن بفعل عمليات طبيعية مثل النشاط البركاني، النار، وتغير المناخ. على سبيل المثال، تجزؤ المواطن في الغابات الاستوائية المطرية في القارة الحمراء القديمة قبل 300 مليون سنة أدى إلى فقدان كبير في التنوع عند البرمائيات، ولكن بنفس الوقت أدى المناخ الأكثر جفافًا إلى زيادة التنوع لدى الزواحف.

## مسببات بشرية
أحيانًا يكون تجزؤ الموطن مسببه الإنسان عند مسحه للمساحات الخضراء من أجل القيام بنشاطات بشرية مثل الصناعة الزراعية، التنمية الريفية، العمران الحضري، وبناء مستودعات كهرمائية. المواطن التي كانت متصلة فيما مضى تصبح مجزءة إلى أقسام منفصلة.